# Seznam dirkačev Formule 1 (O)
| Dirkač               | Sezone          | Naslovi | Nastopi | Dirke | Pole | Zmage | Stopničke | N. krogi | Točke |
| -------------------- | --------------- | ------- | ------- | ----- | ---- | ----- | --------- | -------- | ----- |
| Robert O'Brien       | 1952            | 0       | 1       | 1     | 0    | 0     | 0         | 0        | 0     |
| Esteban Ocon         | 2016-2018       | 0       | 50      | 50    | 0    | 0     | 0         | 0        | 136   |
| Pat O'Connor         | 1954-1958       | 0       | 6       | 5     | 1    | 0     | 0         | 0        | 0     |
| Casimiro de Oliveira | 1958            | 0       | 1       | 0     | 0    | 0     | 0         | 0        | 0     |
| Jackie Oliver        | 1968-1973, 1977 | 0       | 51      | 50    | 0    | 0     | 2         | 1        | 13    |
| Danny Ongais         | 1977-1978       | 0       | 6       | 4     | 0    | 0     | 0         | 0        | 0     |
| Rikky von Opel       | 1973-1974       | 0       | 14      | 10    | 0    | 0     | 0         | 0        | 0     |
| Karl Oppitzhauser    | 1976            | 0       | 1       | 0     | 0    | 0     | 0         | 0        | 0     |
| Fritz d'Orey         | 1959            | 0       | 3       | 3     | 0    | 0     | 0         | 0        | 0     |
| Arthur Owen          | 1960            | 0       | 1       | 1     | 0    | 0     | 0         | 0        | 0     |